# Salix scrobigera
Salix scrobigera är en videväxtart som beskrevs av Wolozczak. Salix scrobigera ingår i släktet viden, och familjen videväxter. Inga underarter finns listade i Catalogue of Life.